# یان شفر
یان شفر (آلمانی: Jan Schäfer؛ زادهٔ ۱۸ اکتبر ۱۹۷۴) قایقران کانو اهل آلمان است.